# Kali Medono
Kali Medono är ett vattendrag i Indonesien.   Det ligger i provinsen Jawa Tengah, i den västra delen av landet, 400 km öster om huvudstaden Jakarta. Kali Medono ligger vid sjön Waduk Wadaslintang.